# Allensbach
Allensbach es un municipio de unos 7.000 habitantes y una superficie total de 2654 ha en el distrito de Constanza en el sur de Baden-Wurtemberg, Alemania, en la orilla del lago de Constanza.